# اوبرشونوایده
اوبرشونوایده (به آلمانی: Berlin-Oberschöneweide) یک منطقهٔ مسکونی در آلمان است که در Treptow-Köpenick واقع شده‌است. اوبرشونوایده ۱۷٬۰۹۴ نفر جمعیت دارد.